# High-Rise Invasion
High-Rise Invasion (jap. 天空侵犯 Tenkū shinpan) – manga napisana przez Tsuinę Miurę i zilustrowana przez Takahiro Obę, publikowana w aplikacji Manga Box firmy DeNA od grudnia 2013 do kwietnia 2019. Sequel mangi, zatytułowany Tenkū shipan Arrive, ukazywał się od lipca 2019 do kwietnia 2021 w serwisie Magazine Pocket wydawnictwa Kōdansha.
W oparciu o mangę powstała seria ONA wyprodukowana przez studio Zero-G. Jej premiera odbyła się w lutym 2021 w serwisie Netflix.

## Fabuła
Licealistka Yuri Honjō zostaje przeniesiona do świata pełnego drapaczy chmur i łączących je wiszących mostów. Wkrótce dziewczyna dowiaduje się, że jest ścigana przez tajemnicze postacie w maskach. Później odkrywa, że jej brat, Rika, również jest uwięziony w tym świecie. W dalszym ciągu wydarzeń, spotyka również innych nastolatków, którzy znaleźli się w tej samej sytuacji. Jednak nie jest jasne, czy będą oni sojusznikami czy też przeciwnikami w ich wspólnej walce o przetrwanie.

## Bohaterowie
- Yuri Honjō (jap. 本城 遊理 Honjō Yuri)

Seiyū: Haruka Shiraishi 
- Mayuko Nise (jap. 二瀬 真由子 Nise Mayuko)

Seiyū: Shiki Aoki 
- Kuon Shinzaki (jap. 新崎 九遠 Shinzaki Kuon)

Seiyū: Akira Sekine 
- Rika Honjō (jap. 本城 理火 Honjō Rika)

Seiyū: Jun’ya Enoki 
- Sniper Mask (jap. スナイパー仮面 Sunaipā Kamen)

Seiyū: Yūichirō Umehara 
- Mamoru Aikawa (jap. 相川 守 Aikawa Mamoru)

Seiyū: Jun Fukuyama 
- Yayoi Kusakabe (jap. 日下部 弥生 Kusakabe Yayoi)

Seiyū: Yōko Hikasa 
- Kazuma Aohara (jap. 青原 和真 Aohara Kazuma)

Seiyū: Kōji Yusa 

## Manga
Manga ukazywała się online w aplikacji Manga Box firmy DeNA od 5 grudnia 2013 do 4 kwietnia 2019. Wydawnictwo Kōdansha zebrało jej rozdziały w 21 tankōbonach, wydawanych od 9 maja 2014 do 9 lipca 2019.
| Nr | Data wydania (język japoński) | ISBN (język japoński)  |
| -- | ----------------------------- | ---------------------- |
| 1  | 9 maja 2014                   | ISBN 978-4-06-376979-1 |
| 2  | 9 września 2014               | ISBN 978-4-06-377056-8 |
| 3  | 9 stycznia 2015               | ISBN 978-4-06-377111-4 |
| 4  | 8 maja 2015                   | ISBN 978-4-06-377190-9 |
| 5  | 7 sierpnia 2015               | ISBN 978-4-06-377292-0 |
| 6  | 9 listopada 2015              | ISBN 978-4-06-377349-1 |
| 7  | 9 lutego 2016                 | ISBN 978-4-06-377422-1 |
| 8  | 9 maja 2016                   | ISBN 978-4-06-377461-0 |
| 9  | 9 sierpnia 2016               | ISBN 978-4-06-377499-3 |
| 10 | 9 listopada 2016              | ISBN 978-4-06-393073-3 |
| 11 | 9 lutego 2017                 | ISBN 978-4-06-393137-2 |
| 12 | 9 maja 2017                   | ISBN 978-4-06-393187-7 |
| 13 | 7 lipca 2017                  | ISBN 978-4-06-510028-8 |
| 14 | 6 października 2017           | ISBN 978-4-06-510262-6 |
| 15 | 9 stycznia 2018               | ISBN 978-4-06-510726-3 |
| 16 | 9 kwietnia 2018               | ISBN 978-4-06-511240-3 |
| 17 | 9 lipca 2018                  | ISBN 978-4-06-511787-3 |
| 18 | 9 października 2018           | ISBN 978-4-06-512601-1 |
| 19 | 9 stycznia 2019               | ISBN 978-4-06-513870-0 |
| 20 | 9 kwietnia 2019               | ISBN 978-4-06-514871-6 |
| 21 | 9 lipca 2019                  | ISBN 978-4-06-516663-5 |

Sequel mangi, zatytułowany Tenkū shipan Arrive, był publikowany w serwisie Magazine Pocket wydawnictwa Kōdansha od 28 lipca 2019 do 24 kwietnia 2021. Seria ta została zebrana w 7 tankōbonach, wydawanych między 8 listopada 2019 a 9 czerwca 2021.
| Nr | Data wydania (język japoński) | ISBN (język japoński)  |
| -- | ----------------------------- | ---------------------- |
| 1  | 8 listopada 2019              | ISBN 978-4-06-517306-0 |
| 2  | 7 lutego 2020                 | ISBN 978-4-06-518169-0 |
| 3  | 8 maja 2020                   | ISBN 978-4-06-518846-0 |
| 4  | 9 września 2020               | ISBN 978-4-06-520328-6 |
| 5  | 9 listopada 2020              | ISBN 978-4-06-521265-3 |
| 6  | 9 lutego 2021                 | ISBN 978-4-06-522354-3 |
| 7  | 9 czerwca 2021                | ISBN 978-4-06-523123-4 |

## Anime
Seria ONA została zapowiedziana 26 października 2020 podczas wydarzenia Netflix Anime Festival. 13 stycznia 2021 podano do wiadomości, że premiera serialu została zaplanowana na 25 lutego w serwisie Netflix. Anime zostało zanimowane przez studio Zero-G i wyreżyserowane przez Masahiro Takatę. Scenariusz napisała Tōko Machida, postacie zaprojektował Yōichi Ueda, a muzykę skomponowali Tatsuo i Youichi Sakai. Grupa EMPiRE zagrała motyw otwierający „HON-NO”, podczas gdy motyw kończący, zatytułowany „Watashi no na wa Blue”, wykonał zespół Have a Nice Day!.

### Lista odcinków
| №  | Tytuł | Reżyseria          | Scenariusz      | Premiera       |
| -- | --- | ------------------ | --------------- | -------------- |
| 1  | Ja tego wszystkiego nie ogarniam Wake wakannai, kono sekai (わけわかんない、この世界)                                    | Masahiro Takata    | Tōko Machida    | 25 lutego 2021 |
| 2  | Znalazłam nowy cel Mitsukatta, atarashii mokuhyō ga (見つかった、新しい目標が)                                           | Kenta Ōnishi       | Tōko Machida    | 25 lutego 2021 |
| 3  | Przykro mi, Mayuko Nise Gomen ne, nise mayuko-san... (ごめんね、二瀬真由子さん･･･)                                       | Daisuke Kurose     | Masahiro Takata | 25 lutego 2021 |
| 4  | Nie skapituluję przed tym światem Konna sekai ni nante makenai (こんな世界になんて負けない)                              | Tōru Kitahata      | Masahiro Takata | 25 lutego 2021 |
| 5  | Niesamowicie potężna broń Are wa tondemonai saishū heiki (あれはとんでもない最終兵器)                                    | Tomoya Takayama    | Tōko Machida    | 25 lutego 2021 |
| 6  | Jeśli zostanę idealną boginią „Kanzen naru kami” ni nareba... (『完全なる神』になれば･･･)                                | Yū Kazūchi         | Tōko Machida    | 25 lutego 2021 |
| 7  | Zniszczę to królestwo Kono ryōiki o owaraseru (この領域を終わらせる)                                                     | Hiroyuki Furukawa  | Masahiro Takata | 25 lutego 2021 |
| 8  | Odrzucę swoje człowieczeństwo i dobrze Ningen o sutechatta... kedo sore de mo ii (人間を捨てちゃった･･･けどそれでもいい) | Akira Mano         | Tōko Machida    | 25 lutego 2021 |
| 9  | Kto z nas będzie mieć fajne życie? Dochira ga kakko ii ikikata o suru no ka (どちらがカッコいい生き方をするのか)         | Hisaya Takabayashi | Tōko Machida    | 25 lutego 2021 |
| 10 | Nasz wróg pragnie chaosu Teki wa „konton o nozomu mono” (敵は『混沌を望む者』)                                           | Kenta Ōnishi       | Tōko Machida    | 25 lutego 2021 |
| 11 | Sprawiedliwość to JA! Ware koso ga seigi! (我こそが正義！)                                                               | Ryōichi Kuraya     | Masahiro Takata | 25 lutego 2021 |
| 12 | High-Rise Invasion Kore koso ga tenkū shinpan (これこそが天空侵犯)                                                       | Tōru Kitahata      | Masahiro Takata | 25 lutego 2021 |